# Oksana Verevka
Oksana Aleksandrovna Verevka (en russe : Оксана Александровна Веревка), née le 22 novembre 1977 à Tchernihiv (RSS d'Ukraine, est une nageuse russe spécialiste du quatre nages. Elle est sacrée championne d'Europe sur le 200 mètres quatre nages en 1997.

## Palmarès

### Championnats du monde

#### En petit bassin
- Championnats du monde en petit bassin 2002 à Moscou (Russie) :
  -  médaille de bronze du 200 mètres quatre nages
- Championnats du monde en petit bassin 1999 à Hong Kong (Chine) :
  -  médaille de bronze du 100 mètres quatre nages

### Championnats d'Europe

#### En grand bassin
- Championnats d'Europe 1997 à Séville (Espagne) :
  -  médaille d'or du 200 mètres quatre nages

#### En petit bassin
- Championnats d'Europe en petit bassin 2001 à Anvers (Belgique) :
  -  médaille de bronze du 100 mètres quatre nages
- Championnats d'Europe en petit bassin 2000 à Valence (Espagne) :
  -  médaille d'argent du 200 mètres quatre nages